# Демидов, Алексей Алексеевич
Алексе́й Алексе́евич Деми́дов (20 мая (1 июня) 1883, д. Бобрики Епифанского уезда Тульской губернии, Российская империя (ныне д. Моисеевка Узловского района Тульской области, Россия) — 12 апреля 1934, Москва, СССР) — русский и советский писатель, прозаик

## Биография
Родился 20 мая (1 июня) 1883 года в деревне Бобрики Епифанского уезда Тульской губернии, Российская империя (ныне д. Моисеевка Узловского района Тульской области, Россия) в семье крестьянина. Служил писарем в своем селе, в 1898 году устроился на должность конторщика в имение графа Бобринского, затем служил чиновником в тульском и виленском банках, в Петрограде и Москве. Учился на вечерних курсах в торговой школе. В 1916 году был призван в армию и направлен на службу в Главное артиллерийское управление в Петрограде. В редакции журнала «Летопись», куда он сдал два рассказа и повесть «Так жить нельзя», Демидов познакомился с А. М. Горьким (сохранилась их переписка; сам Демидов вспоминал: «Мои встречи с Горьким были кратки, но своеобразны, я виделся с ним почти регулярно, через каждые две недели в течение двух лет — с марта 1916 г. по март 1918 года…»). После революции был сотрудником в газете «Красная Армия и Флот».
Согласно автобиографии, попав после революции в 1918 году на каменноугольные копи, стал заведующим расчётным отделом, был избран председателем районного пролеткульта, членом рудкома, членом комиссии по национализации копей. Был заведующим районным отделением социального обеспечения, затем заведующим отделением РОСТА, заведующим и преподавателем литературной студии. В 1921 году переводится в Тулу, устроившись культработником в райком горняков, а через два месяца становится секретарём редакционно-издательского отдела ВЦСПС. С 1923 почти до 1930 года заведовал книжным магазином ВЦСПС.
Умер 12 апреля 1934 года от аппендицита, похоронен в Москве на Новодевичьем кладбище (3 уч. 39).

## Творчество
Творческую деятельность начал в 1911 году, опубликовав в газете «Русское слово» очерк «Два часа у Толстого». В 1914—1915 годах был сотрудником нескольких тульских газет. В 1916 году начал писать роман «Жизнь Ивана».
Автор ряда рассказов и повестей о крестьянстве и мелкобуржуазной интеллигенции. Наиболее известна автобиографическая трилогия («Жизнь Ивана» — «Вихрь» — «Село Екатерининское»), рассказывающая о сыне крестьянина, отданного в писари, ставшего чиновником («Жизнь Ивана», роман выдержал 6 изданий в 1925—1931 годах), затем революционным рабочим, о самой Октябрьской революции («Вихрь», выдержал 5 изданий в 1926—1931 годах), и последующем строительстве новой, социалистической деревни; главный герой в итоге становится известным художником («Село Екатерининское», 1929).
Описывая быт середняцкого крестьянства (который знал не понаслышке и обрисовывал мастерски), показал идейно-психологическое развитие от революционно-демократических настроений пролетариата через понимание «классовых ситуаций» к пролетарской идеологии.
В 1925 году опубликовал повесть «Детство Ваньки» (выдержала 4 издания в 1925—1930 гг.), в 1927 году — пьесу «Герой», в 1928 году — роман «Зелёный луч» и книгу «Горький. Сборник статей и воспоминаний о М. Горьком», в 1933 году — роман «Лес».
Состоял членом правления Общества Крестьянских писателей, членом правления Центрального Бюро писателей при ВЦСПС. Вёл литературные кружки. Один из организаторов Дома творчества в Малеевке в 1930 году.

## Семья
- Жена: Демидова Марта Генриховна, урожд. Банзе (1883–1962)

- сын: Демидов Евгений Алексеевич (1906–2000)
- невестка: Демидова Лидия Ивановна (1915–1966)

- внук: Демидов Алексей (1935–1940), сын Л.И.Демидовой;
- внучка: Демидова Танечка (1946–1947);

- дочь: Демидова Людмила Алексеевна (1908–1967) — театральный художник

- внучка: Иванова Людмила Борисовна (1938–1998)

Все похоронены рядом с могилой А. А. Демидова на Новодевичьем кладбище.

## Избранная библиография
- Жизнь Ивана, Роман, М., 1923; изд. 6-е, «ЗИФ», М., 1929;
- Вихрь, Роман, изд. 5-е, Гиз, 1929;
- Зелёный луч, изд. МТП, 1928;
- Село Екатерининское, Роман, «ЗИФ», М., 1929.